# Aura Noir
Aura Noir — норвежская блэк/трэш-метал-группа, созданная в 1993 году. В 2019 году коллектив сообщил о приостановлении своей деятельности.

## История
Группа была основана как сайд-проект Агрессором в 1993 году, игравшим на тот момент в Ved Buens Ende. В одиночку он написал несколько песен для первого демо, а затем пригласил Аполлиона. По словам последнего, предполагалось, что «музыка Aura Noir будет ещё более странной, чем Ved Buens Ende», однако в итоге музыканты отказались от этой идеи и решили играть треш-метал. Вдвоём они записали следующее демо Two Voices, One King в 1994 году, за ним последовал первый мини-альбом Dreams Like Deserts в 1995 году.
Для концертных выступлений группе требовался третий участник, и в 1996 году они пригласили гитариста Бласфемера из Mayhem. В 1997 году коллектив выпустил свой первый полноформатный альбом Black Thrash Attack, в создание которого внёс вклад и новый гитарист. За ним в 1998 году последовал второй альбом Deep Tracts of Hell, на этот раз вновь созданный только Агрессором и Аполлионом, поскольку Бласфемер был занят в американском турне Mayhem. В 2000 году Aura Noir выпустили сборник Increased Damnation, в нескольких композициях которого вокальные партии исполнил Фенриз из Darkthrone.
В августе 2004 года группа выпускает свой третий полноформатный альбом The Merciless на новом лейбле Tyrant Syndicate Records, основанном Ноктюрно Культо. В качестве приглашённых музыкантов в записи приняли участие Фенриз и Наттефрост. В том же году на лейбле Peaceville Records Фенриз выпускает сборник Fenriz Presents The Best Of Old School Black Metal, в который была включена и композиция «Blood Unity» Aura Noir. Другая композиция «Sordid» вошла в состав сплит-альбома Überthrash.
В 2005 году деятельность группы была приостановлена в связи с произошедшим 26 марта несчастным случаем. Агрессор выпал (или выпрыгнул, точные обстоятельства произошедшего неизвестны) с пятого этажа. Полученные в результате падения многочисленные переломы, включая перелом нижнего отдела позвоночника, потребовали нескольких операций и длительного периода восстановления. Травмы привели к частичному параличу ног, и, как следствие, невозможности играть на ударных. Однако Агрессор продолжил музыкальную карьеру как гитарист и вокалист.
Очередной полноформатный альбом Aura Noir под названием Hades Rise был выпущен в августе 2008 года. В 2010 и 2011 группа дала несколько концертов, на некоторых из которых выступал и Агрессор. На конец марта 2012 года назначен выпуск пятого полноформатного альбома Out to Die.

## Состав

Aura Noir во время выступления в норвежском городе Хёугесунн. 12 февраля 2012 года
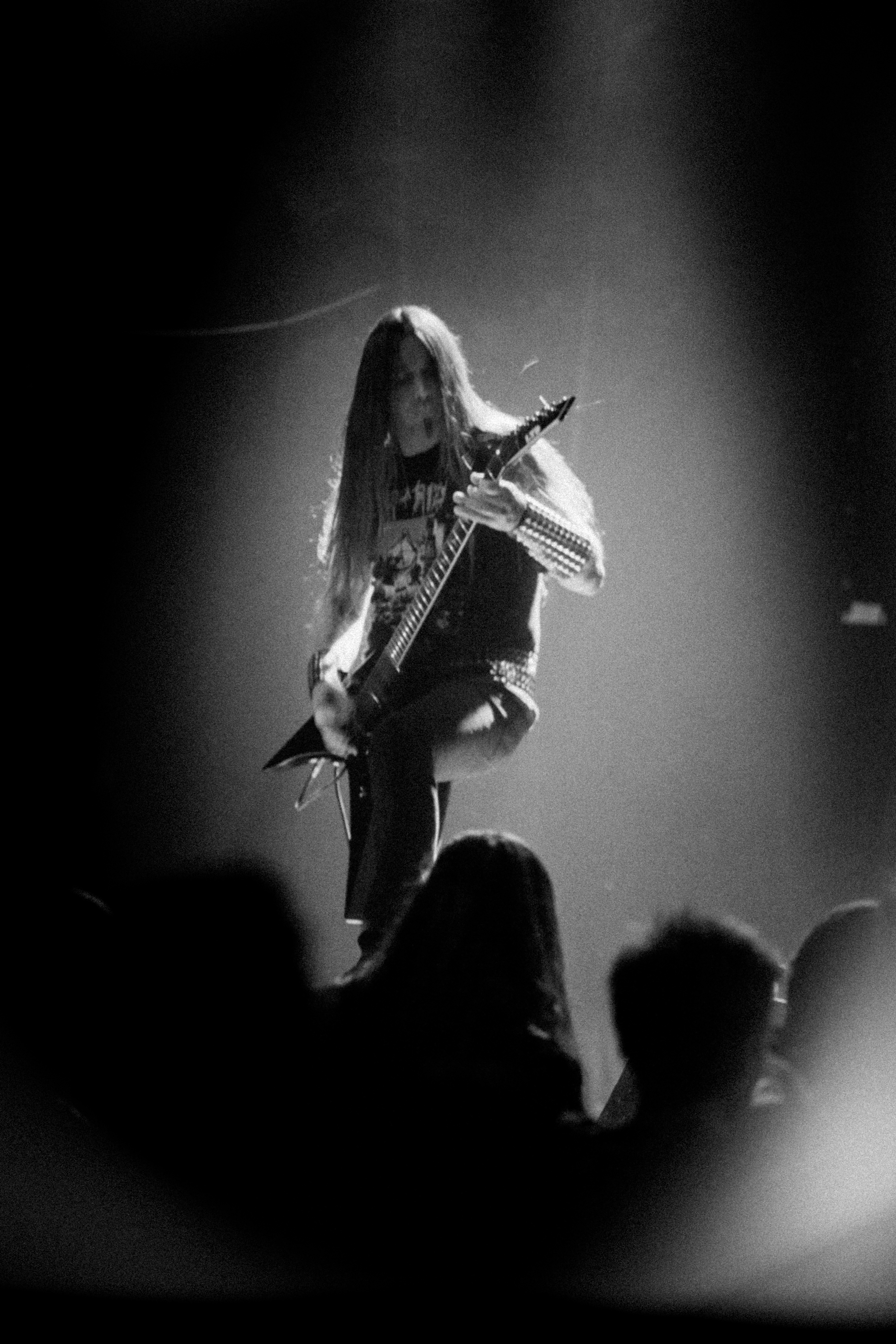
Blasphemer
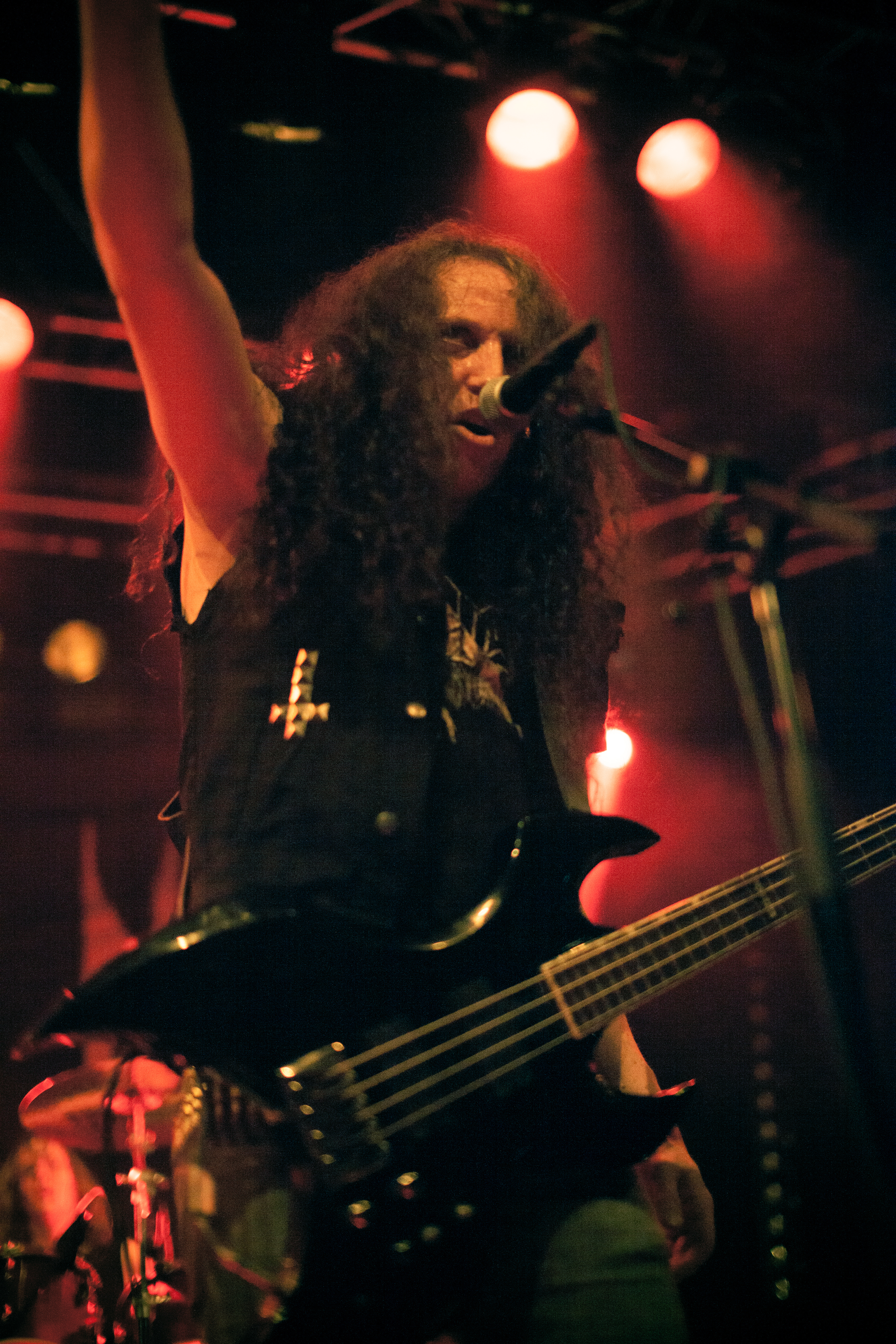
Apollyon
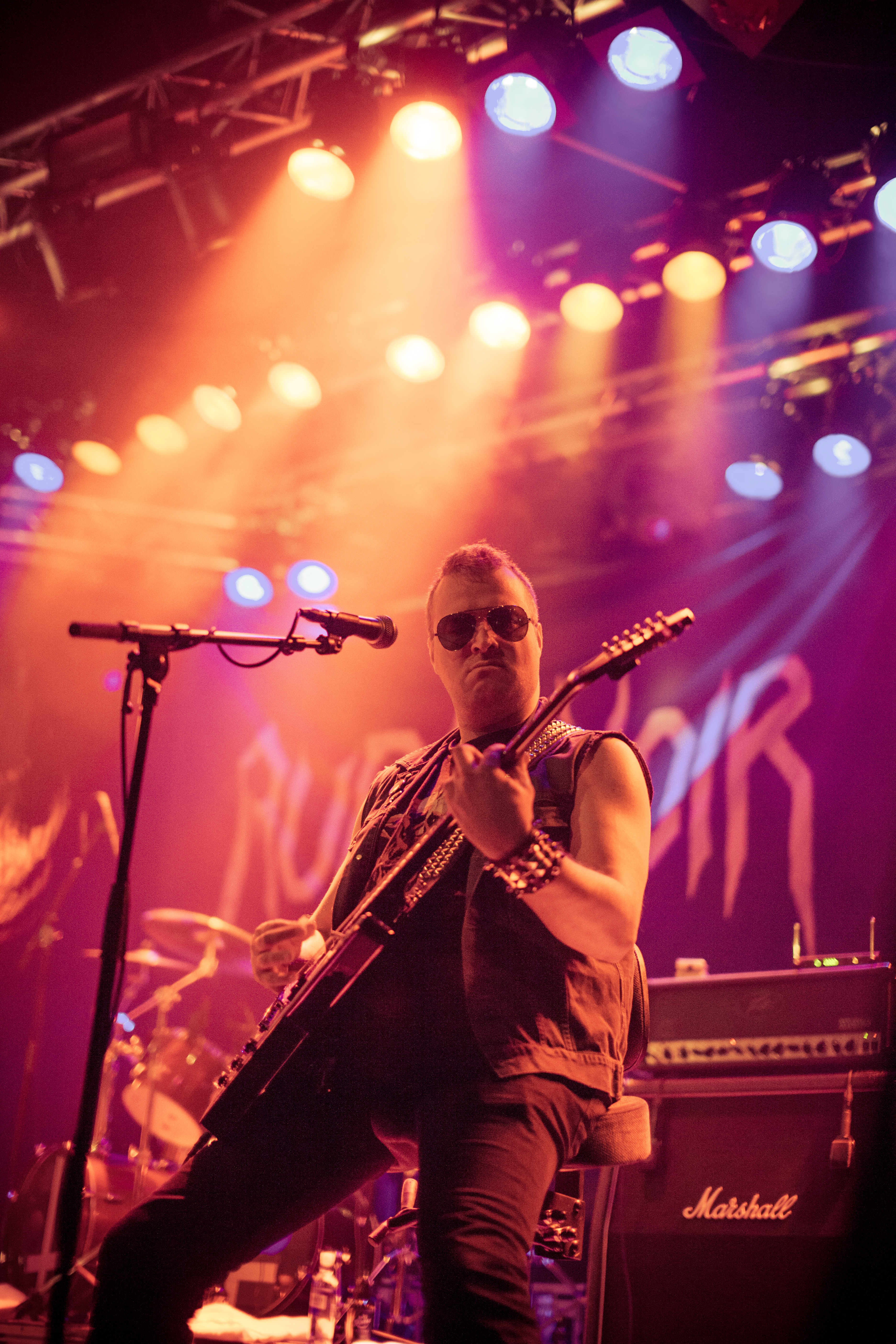
Aggressor

- Aggressor, настоящее имя Карл-Михаэль Айде (норв. Carl-Michael Eide) — гитара, бас-гитара, ударные (1993—2005), вокал (1993—2019)
- Apollyon, настоящее имя Уле Йёрген Му (норв. Ole Jørgen Moe) — гитара, бас-гитара, ударные, вокал (1993—2019)
- Blasphemer, настоящее имя Руне Эриксен (норв. Rune Eriksen) — гитара (1996—2019)

## Дискография
Студийные альбомы
- 1996 — Black Thrash Attack
- 1998 — Deep Tracts of Hell
- 2004 — The Merciless
- 2008 — Hades Rise
- 2012 — Out to Die
- 2018 — Aura Noire

Мини-альбомы
- 1995 — Dreams Like Deserts

Сплиты
- 1997 — Vox Mortis (вместе с Borknagar, Gorgoroth, Zyklon-B, Dødheimsgard, Kampfar)
- 2004 — Überthrash (вместе с Nocturnal Breed, Infernö, Audiopain)
- 2005 — Überthrash II (вместе с Nocturnal Breed, Infernö, Audiopain)
- 2019 — Defenders of the Faith (вместе с Black Magic)

Сборники
- 2001 — Increased Damnation
- 2005 — Deep Dreams of Hell

Концертные альбомы
- 2006 — Live Nightmare on Elm Street

Демо
- 1994 — Demo 1994
- 1994 — Two Voices, One King

Синглы
- 2018 — «Dark Lung of the Storm»
- 2018 — «Aura Noire»
- 2019 — «Belligerent 'Til Death»